# El fantasma del lago
El fantasma del lago (Strandvaskaren) es una película de slasher sueca de 2004, dirigida por Mikael Håfström. Está protagonizada por Jesper Salén, Rebecka Hemse, Jenny Ulving y Peter Eggers.

## Sinopsis
En la escuela sueca Hallestad, una estudiante muere tras saltar desde el tejado sin ningún motivo aparente. Por las mentes de los estudiantes corre una fantástica historia: la antigua leyenda del Fantasma Ahogado. Cuentan que, a finales del siglo XIX, un granjero de la localidad mató brutalmente a tres estudiantes sin ninguna explicación. Después se suicidó en un lago y su cuerpo nunca apareció. Desde entonces y por esas mismas fechas, su fantasma reaparece en la escuela. Otra estudiante, Sara, se dispone a investigar sobre la leyenda y el origen de dichos crímenes averiguando que el granjero sí que tenía un motivo para cometer esos asesinatos: la violación de su propia hija, estudiante de su época en la escuela. Sara descubre que uno de los muchachos implicados, Mans, pertenecía a la familia Weine, una de las más importantes y prósperas de la región además de la principal contribuyente en la financiación del centro. A raíz de este descubrimiento, Sara se encuentra con la fuerte oposición del director del colegio a la hora de continuar con sus pesquisas. Dos nuevos hechos dan aún mayor gravedad a la situación: la extraña desaparición de un alumno y la aparición de una carta de la estudiante fallecida, donde la figura del Fantasma parece adquirir un significado real.